# Vulpești (okręg Aluta)
Vulpești – wieś w Rumunii, w okręgu Aluta, w gminie Dobroteasa. W 2011 roku liczyła 113 mieszkańców.